# ジャック・チェミルニク
ヤツェク・フミェルニク（Jacek Chmielnik、1953年1月31日 - 2007年8月22日）は、ポーランドの俳優。

## 出演作品
- キングサイズ（オロ・イエドリナ）